# 푸유마어
푸유마어(Puyuma, 중국어: 卑南語 베이난위[*])는 타이완 원주민인 푸유마족의 언어이다. 타이완 제어의 하나이다. 화자 대부분이 중노년이다.
푸유마어로 ‘푸유마(puyuma)’는 ‘하나됨, 화합’을 뜻한다. 원래 ‘푸유마’라는 이름은 푸유마족 마을 중 하나인 난왕(중국어: 南王 난왕[*])과 그곳의 방언을 가리키지만, 중화민국 정부나 타이완의 다른 소수민족들은 푸유마족 전체를 그 이름으로 부른다. 난왕 방언 화자들은 난왕 방언 화자가 아닌 푸유마어 화자를 가리키는 단어인 ‘pinuyumayan’과 푸유마족 전체를 가리키는 단어인 ‘punuyumayan’을 새로 만들어냈다.

## 방언
Ting (1978)은 푸유마어 방언을 다음과 같이 분류한다. 난왕 방언은 푸유마조어의 유성 파열음을 보존하고 있어 음운 면에서는 보수적이지만, 사격과 속격의 기능이 합쳐져 문법 면에서는 혁신적이라고 여겨진다.
- 푸유마조어
  - 난왕 방언
  - (주 분기군)
    - 피나스키·울리벌리버크
      - 피나스키 방언
      - 울리벌리버크 방언

    - 리카붕 방언
    - 카사바칸·카티풀
      - 카사바칸 방언
      - 카티풀 방언

푸유마어를 사용하는 마을로는 다음이 있다.
푸유마 군집 (‘대나무에서 태어남’)
- 푸유마(Puyuma, 중국어: 南王 난왕[*])
- 아파풀루(Apapulu, 중국어: 寶桑 바오상[*])

카티풀 군집 (‘돌에서 태어남’)
- 알리파이(Alipai, 중국어: 賓朗 빈랑[*])
- 피나스키(Pinaski, 중국어: 下賓朗 샤빈랑[*]); 푸유마(난왕) 마을의 2km 북쪽에 있으며, 가까운 관계를 유지함
- 판키우(Pankiu, 중국어: 班鳩 반주[*])
- 카사바칸(Kasavakan, 중국어: 建和 젠허[*])
- 카타티풀(Katratripul, 중국어: 知本 즈번[*])
- 리카붕(Likavung, 중국어: 利嘉 리자[*])
- 타말라카우(Tamalakaw, 중국어: 泰安 타이안[*])
- 울리벌리버크(Ulivelivek, 중국어: 初鹿 추루[*])

## 음운론

### 음소
푸유마어에는 18개의 자음과 4개의 모음이 있다.
|        |        | 양순음 | 치경음 | 권설음 | 경구개음 | 연구개음 | 성문음 |
| ------ | ------ | ------ | ------ | ------ | -------- | -------- | ------ |
| 비음   | 비음   | m      | n      |        |          | ŋ        |        |
| 파열음 | 무성   | p      | t      | ʈ      |          | k        | ʔ      |
| 파열음 | 유성   | b      | d      | ɖ      |          | ɡ        |        |
| 마찰음 | 마찰음 |        | s      |        |          |          |        |
| 전동음 | 전동음 |        | r      |        |          |          |        |
| 접근음 | 접근음 |        | l      | ɭ      | j        | w        |        |

- 자음소 가운데 /ʈ/는 타이완 제어 중 푸유마어에서만 나타난다. 유일한 예외는 푸유마어에서 이 음소를 차용한 루카이어의 타난 방언이다.[7]
- /ʔ/를 제외한 무성 파열음 음소는 모음 앞에서는 무기음으로, 어말에서는 유기음으로 발음된다.[7]
- /s/는 고모음 /i, u/ 앞에서는 [ʃ]로, 그 이외에는 [s]로 발음된다.[8]
- 특히 카사바칸과 카티풀 방언 등 일부 방언에서 /l/은 설측 마찰음 [ɮ]로 발음된다. 난왕 방언에서는 마찰이 없거나 약하다.[8]
- 성문 파열음 /ʔ/과 자음의 부재 간에는 최소대립쌍이 존재하지 않고, 젊은 화자들의 경우 /ʔ/를 발음하지 않기도 한다. 그러나 접사의 이형태 선택 규칙 등에서 /ʔ/는 자음과 같이 행동한다. 또 난왕 방언의 /ʔ/는 다른 방언에서 /h/ 또는 /ʁ/에 대응하는 것으로 보인다.[9]

|        | 전설 | 중설 | 후설 |
| ------ | ---- | ---- | ---- |
| 고모음 | i    |      | u    |
| 중모음 |      | ə    |      |
| 저모음 |      | a    |      |

- 어두의 /ə/ 앞이나 어말의 /ə/ 뒤에는 수의적으로 [ʔ]가 삽입된다.[10]
- /u/는 /ŋ/ 앞에서 [o]로 발음된다.[10]

### 철자법
2005년 중화민국 교육부는 푸유마어를 포함한 16개 원주민 언어의 공식 로마자 표기법을 발표하였다. 이후 표기법은 2017년에 원주민들과 언어학자들의 의견을 모아 개정하였다. 이 표기법은 난왕 방언, 카타티풀(知本) 방언, 카사바칸(建和) 방언, 울리벌리버크(初鹿) 방언 등 4개 방언의 음소 체계를 포괄하며, 어느 방언도 아래 음소를 다 지니고 있지는 않다.
| 글자 | a   | b   | c    | d   | dr  | e   | g   | h   | i   | k   | l   | lr  | m   | n   | ng  | p   | q     | r   | s   | t   | tr  | u   | v   | w   | y   | z   |
| 발음 | /a/ | /b/ | /t͡s/ | /d/ | /ɖ/ | /ə/ | /g/ | /h/ | /i/ | /k/ | /ɭ/ | /ɮ/ | /m/ | /n/ | /ŋ/ | /p/ | /ʔ~ɦ/ | /r/ | /s/ | /t/ | /ʈ/ | /u/ | /v/ | /w/ | /j/ | /z/ |

참고
- /ʔ~ɦ/는 2005년 표기법에서 ‹'›로 표기했지만, 이후 ‹q›로 바꾸었다.
- ‹dr›와 ‹tr›는 권설음을 나타내고 ‹d›와 ‹t›는 치경음을 나타내지만, ‹lr›는 치경음 /ɮ/(난왕 방언에선 /l/)을 나타내고 ‹l›은 권설음 /ɭ/을 나타내는 데 주의하라.
- /t͡s/는 카사바칸 방언에서만 고유어에 나타나고, 나머지 세 방언에서는 외래어에만 나타난다.

### 음소배열
음절 구조는 (C)V(C)이다. 음절 내에서는 /wə, jə/를 제외한 모든 CV 조합이 나타나고 /iw, ij, uw, əw, əj/를 제외한 모든 VC 조합이 나타난다. 단음절어는 대부분 기능어이다. 단음절 내용어는 매우 드물며 대부분 CVC 구조이다.
어중에서는 자음 둘이 연달아 나올 수 있지만, 같은 자음이 연달아 나오거나 동일 조음 위치의 두 파열음이 연달아 나올 수는 없다.
개음절 /sə/에서 /ə/는 ‘설첨 모음’ [z̩]로 발음된다. 폐음절에서는 그렇게 되지 않는다. 개음절 /rə/에서도 그렇게 되는 경우가 있다. 3음절 이상의 단어에서, 뒤에서 두 번째 음절이 개음절이고 /ə/를 포함하면 /ə/는 수의적으로 탈락한다. (폐음절이면 /ə/의 탈락이 CCC 연쇄를 만들게 되므로 허용되지 않는다.)
강세는 단어의 마지막 음절에 온다. 단, 강세 부여에서 접사는 단어의 일부로 취급하지만 접어는 단어의 일부로 취급하지 않는다. 이를 통해 접미사와 전접어를 구분할 수 있다.
- 접미사가 붙는 예: beray [bəˌraj] → tu=beray-ay [tu.bə.raˌjaj]
- 전접어가 붙는 예: inaba [i.naˌba] → inaba=ku [i.naˌba.ku]

### 형태음운론적 과정
모음 동화
형태소 경계를 사이에 두고 /ə/가 이웃한 모음과 같아지는 현상이다. 수의적으로 일어난다. 접요사 ⟨əm⟩의 /ə/가 어간의 모음에 동화되는 역행 동화가 있고, 어간의 /ə/가 접두사의 모음에 동화되는 순행 동화가 있다.
| 역행 동화        | 역행 동화 | 역행 동화 |
| 어간             | 접사+어간 | 모음 동화 |
| ---------------- | --------- | --------- |
| dirus ‘헤엄치다’ | d⟨əm⟩irus | [dimirus] |
| puwar ‘벗어나다’ | p⟨ən⟩uwar | [punuwar] |
| talam ‘시도하다’ | t⟨əm⟩alam | [tamalam] |
| 순행 동화        |           |           |
| 어간             | 접사+어간 | 모음 동화 |
| pəsik ‘분리하다’ | m-u-pəsik | [mupusik] |
| əkan ‘먹다’      | m-a-əkan  | [maakan]  |

순음 동화
/ə/가 이웃 음절의 순음 자음에 영향받아 /u/로 변하는 현상이다. 수의적으로 일어난다.
순음 이화
행위자중심 접요사 ⟨əm⟩의 /m/이 선행하는 양순 파열음에 영향받아 /n/으로 변하는 현상이다. 필수적으로 일어난다.
| 어간           | 순음 이화 |
| -------------- | --------- |
| baʔaw ‘살리다’ | b⟨ən⟩aʔaw |
| pakan ‘먹이다’ | p⟨ən⟩akan |

접근음 삽입
고모음 뒤에 그와 다른 모음이 오면 고모음에 대응하는 접근음이 삽입된다. 이후에 고모음은 수의적으로 탈락할 수 있다. /a/로 끝나는 어간 뒤에 /a/로 시작하는 접미사가 붙으면 중간에 /j/가 삽입된다. (그러나 접두사와 어간 사이에서는 그렇지 않다.)
/ə/ 삽입
자음으로 끝나는 접두사가 자음으로 시작하는 어간에 붙으면 수의적으로 중간에 /ə/가 삽입된다.
⟨əm⟩의 이형태
행위자중심 표지 ⟨əm⟩은 ⟨əm⟩, mə-, m-의 3가지 이형태가 있다. 이형태는 어간의 첫 음소에 따라 선택된다.
- 어간이 모음으로 시작하면 m-
- 어간이 비음이나 유음으로 시작하면 mə-
- 어간이 장애음으로 시작하면 ⟨əm⟩. 단, 양순 파열음일 경우 뒤이어 순음 이화 규칙이 적용된다.

⟨in⟩의 이형태
완망상 표지 ⟨in⟩은 ⟨in⟩, in-, ni-의 3가지 이형태가 있다.
- 어간이 모음으로 시작하면 in-
- 어간이 비음이나 유음으로 시작하면 ni-
- 어간이 장애음으로 시작하면 ⟨in⟩

## 문법
아래의 문법 설명은 난왕 방언을 기준으로 한다.
푸유마어의 어휘적 범주로는 크게 동사와 명사가 있고, 같은 어근이 동사로도 명사로도 쓰이는 일이 흔하다. 형용사는 별개의 품사로 존재하지 않고 상태동사에 포함된다. 동사는 서법, 상, 태에 따라 굴절한다. 명사구는 주격 또는 사격을 받을 수 있으며, 격은 명사의 굴절이 아니라 명사구 앞에 오는 명사구 표지 따위를 통해 표시된다. 한편 대명사는 주격 또는 속격을 받을 수 있다. (난왕 방언에서는 사격과 속격이 상보적 분포를 보이므로, 하나의 격으로 합쳐졌다고 할 수 있다. 그러나 푸유마어의 모든 방언에서 그렇게 된 것은 아니다.)

### 문장 구조
푸유마어 문장에서는 기본적으로 술어가 문장의 앞에 놓이고 그 뒤에 논항들이 온다. 논항 사이의 어순은 고정되어 있지 않다. 푸유마어의 절은 술어의 종류에 따라 동사절, 명사절, 존재·소유·처소절로 나눌 수 있다.
동사절의 구조
동사절은 동사가 취하는 논항의 수에 따라 0 ~ 3가 동사로 구분할 수 있다. 0가 동사는 논항을 취하지 않으며 주로 날씨를 나타낸다. 푸유마어는 오스트로네시아 정렬을 따르며 4개의 중심이 있다고 주장되어 왔다. 다음은 동사 ʈakaw ‘훔치다’가 4가지 중심태와 결합한 예문이다.
| ʈ⟨əm⟩akaw             | ɖa     | paisu | i      | isaw |
| ⟨AV⟩-steal            | ID.OBL | money | SG.NOM | Isaw |
| 이사우가 돈을 훔쳤다. |        |       |        |      |

| tu=ʈakaw-aw              | na     | paisu | kan    | isaw |
| 3.GEN=steal-PV           | DF.NOM | money | SG.OBL | Isaw |
| 그 돈을 이사우가 훔쳤다. |        |       |        |      |

| tu=ʈakaw-aj=ku                 | ɖa     | paisu | kan    | isaw |
| 3.GEN=steal-LV=1S.NOM          | ID.OBL | money | SG.OBL | Isaw |
| 나에게서 이사우가 돈을 훔쳤다. |        |       |        |      |

| tu=ʈakaw-anaj                        | i      | tinataw    | ɖa     | paisu |
| 3.GEN=steal-CV                       | DF.NOM | his.mother | ID.OBL | money |
| 그의 어머니를 위해 그는 돈을 훔쳤다. |        |            |        |       |

행위자중심태 구문에서는 행위자가 주격을 받고 피행위자는 사격을 받는다. (위 첫번째 예문에서 행위자 ‘이사우’는 주격으로, 피행위자 ‘돈’은 사격으로 표시되었음을 알 수 있다.) 행위자중심태를 제외한 나머지 3가지 중심태에서는, 동사 앞에 붙는 속격 대명사 접어가 행위자를 표시한다. (위 두번째~네번째 예문에서 행위자(‘이사우’, ‘그’)는 3인칭이므로 동사 앞에 3인칭 속격 접어 tu=가 붙었다.)
푸유마어에서 중심태의 선택은 동사의 의미와 논항의 한정성 등 여러 요인에 영향을 받는다.
- 어떤 중심태에서든 주어는 반드시 한정이어야 한다.[29]
- 타동사가 행위자중심태로 쓰였으면, 피행위자는 반드시 비한정이어야 한다.[29]
- 일반적으로, 피행위자가 한정이면 반드시 피행위자중심태가 쓰여야 한다.[30]
- 3개의 논항을 취하는 동사 bəraj ‘주다’, pabuɭas ‘빌려주다’ 따위는 다음과 같이 중심태를 선택한다.[31]
  - 대상(theme, 즉 누군가가 누군가에게 주는 무언가)이 비한정이면, 동사는 장소중심태가 되고 대상은 사격, 수혜자는 주격을 받는다.
  - 대상이 한정이면, 동사는 전달중심태가 되고 대상은 주격, 수혜자는 사격을 받는다.

장소중심태의 주어는 피행위자, 출처, 목표/장소, 사동주 따위의 의미역을 지닌다. 전달중심태의 주어는 수혜자, 목표, 도구, 이동된 대상 따위의 의미역을 지닌다. 일반적으로 피행위자중심 > 장소중심 > 전달중심의 주어 순으로 동사가 나타내는 사태에 의해 영향받는 정도가 크다.
명사절의 구조
명사절은 ‘그는 경찰이다.’와 같은 분류의 의미와 ‘그는 내 친구이다.’와 같은 동치의 의미를 나타낼 수 있다. 분류의 명사절은 비한정 명사구 술어와 명사구 주어로 구성된다. 분류의 명사절은 계사를 요하지 않지만 부정문에서는 계사 aməli가 쓰인다. 주어는 주제어 위치에 놓이는 경우가 아주 흔하다.
| a                   | rədəan     | na     | barasa |
| ID.OBL              | foundation | DF.OBL | stone  |
| “그 돌은 토대이다.” |            |        |        |
| aməli                         | a      | s⟨əm⟩ənəŋ    | ina    | unan  |
| NEG.COP                       | ID.OBL | ⟨ITR⟩special | DF.NOM | snake |
| “그 뱀은 특별한 게 아니었다.” |        |              |        |       |
동치의 명사절은 한정 명사구 술어와 명사구 주어로 구성된다. 계사 amau가 쓰인다. 주어가 술어 뒤에 일반명사구로 나타나는 경우는 극히 드물다. 주어는 일반적으로 주제어 위치에 놓이거나, 문맥에서 추론 가능한 경우 생략된다.
| na                                          | pu-ka-ɭikuɖan  | m-inaʈaj | i,  | amau | i      | namali    |
| DF.NOM                                      | CAUS-KA-behind | ITR-die  | TOP | COP  | SG.NOM | my.father |
| “마지막으로 죽은 사람, 그는 내 아버지였다.” |                |          |     |      |        |           |
존재·소유·처소절의 구조
존재·소유·처소절은 계사 ulaja/ulija를 사용한다. 부정문에서는 계사 unian을 사용한다. 다른 많은 언어와 마찬가지로 푸유마어의 존재·소유 구문은 처소 구문에서 확장된 것이다.
존재절은 계사와 비한정 주어, 또 수의적인 처소 명사구로 이루어진다. 처소 명사구는 i로 표시된다. 긍정 존재절의 주어는 비한정 주격으로 표시되지만, 부정 존재절의 주어는 비한정 사격으로 표시된다. 대체로 주어가 처소보다 먼저 나타나지만 그 반대 어순도 허용된다. 긍정 존재절은 주로 담화에 새로운 대상을 등장시키는 화용론적 기능을 한다.
| ulaja                             | a      | maʔiɖaŋ | i   | pujuma |
| exist                             | ID.NOM | old     | LOC | Puyuma |
| “푸유마 마을에 어느 노인이 있다.” |        |         |     |        |
| unian          | ɖa     | akan-an |
| not.exist      | ID.OBL | eat-NMZ |
| “음식이 없다.” |        |         |
처소절은 계사와 한정 주어, 처소 명사구로 이루어진다. 주어는 주격으로 표시된다. 주어와 처소 명사구 중에서는 신정보인 쪽이 먼저 나타난다.
소유절은 두 종류로 나뉜다. 피소유자가 구정보인 경우 소유는 동치의 명사절과 같은 구조로 표현된다.
| nanku                | rumaʔ | iɖunu    |
| DF.NOM/1S.PSR        | house | that.NOM |
| “저 집은 내 것이다.” |       |          |
피소유자가 신정보인 경우, 소유는 존재절과 유사한 구조로 표현된다. 그러나 존재절과 달리 소유절에는 소유자에 관한 정보가 드러난다. 소유자는 긍정 소유절에서 주격 소유자 후접어로 나타나고, 부정 소유절에서는 주격 전접어로 나타난다. 또 피소유자는 긍정 소유절에서 한정으로 표시되고, 부정 소유절에서는 비한정으로 표시된다.
| ulaja                          | ku=iɖus      | a      | k⟨əm⟩aɖi  |
| exist                          | 1S.PSR=spoon | ID.NOM | ⟨ITR⟩here |
| “나한테는 이런 숟가락이 있다.” |              |        |           |
| unian=ku                                | ɖa     | daɭan | m-uka  | i   | tajwan |
| not.exist=1S                            | ID.OBL | road  | ITR-go | LOC | Taiwan |
| “나한테는 타이완으로 돌아갈 길이 없다.” |        |       |        |     |        |

### 동사 굴절
푸유마어는 오스트로네시아 정렬을 따르며 4개의 중심이 있다고 분석할 수 있다. 그러나 Teng (2008)은 이러한 분석이 잘못되었다고 주장한다. 푸유마어 ‘중심태’의 목록은 다음과 같다.
1. 행위자중심(AV) 또는 자동사태 (ITR): M- (다양한 이형태를 가짐)
2. 피행위자중심(PV) 또는 타동사태 1 (TR1): -aw
3. 장소중심(LV) 또는 타동사태 2 (TR2): -aj
4. 전달중심(CV) 또는 타동사태 3 (TR3): -anaj

굴절로 표시되는 동사 서법은 다음이 있다.
1. 현실 직설법
2. 비현실 직설법
3. 명령법
4. 권유법

현실 직설법은 실제로 일어났거나 일어나고 있는 사태를 나타낸다. 비현실 직설법은 실제로 일어나지 않은 사태를 나타내며, 미래에 일어날 사태, 의도, 소망, 반사실적 가정 따위를 표현하는 데 쓰인다.
문법상은 동사 굴절 또는 전접어로 표시된다. 전자는 현실 직설법에만 존재하며 다음이 있다.
1. (무표)
2. 진행상
3. 지속상

종결 지점이 없는(atelic) 사태를 나타내는 동사가 다른 시간부사어나 상 접어 없이 무표형으로 쓰이면 과거나 현재의 의미로 해석될 수 있다. 종결 지점이 있는(telic) 사태를 나타내는 동사의 경우는 과거의 의미로만 해석될 수 있다. 진행상은 진행 중인 사태나 습관적인 사태를 나타내지만, 상태동사가 진행상으로 쓰이면 상태의 변화를 나타낸다. 지속상은 상당한 시간 동안 지속되는 사태를 나타내며, 상태동사가 지속상으로 쓰이면 ‘가면 갈수록 X해지다’의 의미를 나타낸다.
상 접어는 동사 뒤, 부정어 뒤, 또는 명사구나 동사구, 절 뒤에 붙을 수 있고, 완망상의 =la, 미완망상의 =ɖija, 반복상의 =dar가 있다.
이상에 따른 타동사의 굴절형을 정리하면 다음 표와 같다.
|          |        |        | 행위자중심 | 피행위자중심 | 장소중심   | 전달중심     |
| -------- | ------ | ------ | ---------- | ------------ | ---------- | ------------ |
| 직설법   | 현실   | 무표   | M-V        | V-aw         | V-aj       | V-anaj       |
| 직설법   | 현실   | 진행상 | M-Ca-V     | Ca-V-aw      | Ca-V-aj    | Ca-V-anaj    |
| 직설법   | 현실   | 지속상 | M-Ca-Ca-V  | Ca-Ca-V-aw   | Ca-Ca-V-aj | Ca-Ca-V-anaj |
| 직설법   | 비현실 | 비현실 | Ca-V       | Ca-V-i       | Ca-V-i     | Ca-V-an      |
| 비직설법 | 명령법 | 명령법 | V          | V-u          | V-i        | V-an         |
| 비직설법 | 권유법 | 권유법 | M-V-a      | ―            | ―          | ―            |

|        |        | 행위자중심      | 피행위자중심   | 장소중심       | 전달중심         |
| ------ | ------ | --------------- | -------------- | -------------- | ---------------- |
| 현실법 | 무표   | ʈ⟨əm⟩akaw       | ʈakaw-aw       | ʈakaw-aj       | ʈakaw-anaj       |
| 현실법 | 진행상 | ʈ⟨əm⟩a-ʈakaw    | ʈa-ʈakaw-aw    | ʈa-ʈakaw-aj    | ʈa-ʈakaw-anaj    |
| 현실법 | 지속상 | ʈ⟨əm⟩a-ʈa-ʈakaw | ʈa-ʈa-ʈakaw-aw | ʈa-ʈa-ʈakaw-aj | ʈa-ʈa-ʈakaw-anaj |

타동사와 달리 자동사는 7개의 굴절부류로 나뉘며, 자동사태만을 취한다. 정리하면 다음과 같다. (지속상 형태는 진행상으로부터 예측할 수 있으므로 따로 적지 않았다.)
| 부류 | 어간                 | 현실법 무표 | 현실법 진행상 | 비현실법     | 명령법   | 비고                                                                           |
| ---- | -------------------- | ----------- | ------------- | ------------ | -------- | ------------------------------------------------------------------------------ |
| 1    | kasu ‘가져오다’      | k⟨əm⟩asu    | k⟨əm⟩a-kasu   | ka-kasu      | kasu     | 현실법 ⟨əm⟩                                                                    |
| 2    | bəraj ‘주다’         | bəraj       | ba-bəraj      | ba-bəraj     | bəraj    | 접사 없음                                                                      |
| 3    | rəŋaj ‘말하다’       | ma-rəŋaj    | ma-ra-rəŋaj   | ra-rəŋaj     | rəŋaj    | 현실법 ma-                                                                     |
| 4    | arəməŋ ‘어둡다’      | arəməŋ      | a⟨ra⟩rəməŋ    | k-a⟨ra⟩rəməŋ | k-arəməŋ | 현실법 접사 없음, 비현실/명령법 ka-                                            |
| 5    | -ɖəki ‘꾸짖다’       | ma-ɖəki     | ma-ɖa-ɖəki    | ka-ɖa-ɖəki   | ka-ɖəki  | 현실법 ma-, 비현실/명령법 ka-                                                  |
| 6    | mi-kipiŋ ‘옷을 입다’ | mi-kipiŋ    | mi-a-kipiŋ    | pi-a-kipiŋ   | pi-kipiŋ | 명사 파생 동사. 현실법 mi-, 비현실/명령법 pi-. CV- 중첩 대신 접두사 a-가 붙음. |
| 7    | ki-ləŋaw ‘듣다’      | ki-ləŋaw    | ki-a-ləŋaw    | ki-a-ləŋaw   | ki-ləŋaw | ki- 파생 동사. CV- 중첩 대신 접두사 a-가 붙음.                                 |

### 명사류
푸유마어에는 주격(NOM), 속격(GEN), 사격(OBL)의 세 가지 격이 있다. 속격은 대명사에만, 사격은 일반명사구에만 나타나 상보적 분포를 보인다. 주어는 주격을 받고, 나머지 모든 논항은 사격을 받는다. 또한 타동사태에서는 행위자가 속격 대명사 접어로 동사에 표시된다.
열린 부류 명사구 앞에는 반드시 명사구 표지, 인칭대명사, 또는 지시대명사가 와서 격과 한정성 또는 수를 표시한다. 푸유마어에서 ‘인간명사’에는 사람의 이름 및 손위 친척을 가리키는 몇몇 친족어휘가 속한다.
|        | 보통명사 | 보통명사 | 인간명사 | 인간명사 | 장소명사 |
| 비한정 | 한정     | 단수     | 복수     |          | 장소명사 |
| ------ | -------- | -------- | -------- | -------- | -------- |
| 주격   | a        | na       | i        | na       | i        |
| 사격   | ɖa       | kana     | kan      | kana     | i        |

인간명사만이 문법적으로 단수와 복수를 구별하고, 보통명사는 수를 구별하지 않는다. 그러나 보통명사도 복수의 의미를 표현하기 위해 중첩되거나, 접미사 -an이 붙거나, 혹은 둘 다를 겪을 수 있다.

#### 인칭대명사
푸유마어의 인칭대명사 체계는 다음과 같다.
|       |               | 단수  | 단수      | 단수      | 복수  | 복수  | 복수 | 복수 |
| 1인칭 | 2인칭         | 3인칭 | 포함1인칭 | 배제1인칭 | 2인칭 | 3인칭 |      |      |
| ----- | ------------- | ----- | --------- | --------- | ----- | ----- | ---- | ---- |
| 주격  | 주어          | =ku   | =ju       | ―         | =ta   | =mi   | =mu  | ―    |
| 주격  | 주어의 소유자 | ku=   | nu=       | tu=       | ta=   | niam= | mu=  | tu=  |
| 속격  | 속격          | ku=   | nu=       | tu=       | ta=   | mi=   | mu=  | tu=  |

의존형 대명사는 접어이다. ‘주어’ 접어는 동사 뒤에 붙어 주어를 표시한다. (주어가 3인칭이 아닌 경우 반드시 주어 접어가 붙어야 한다.)‘주어의 소유자’ 접어는 주어 앞에 붙어 소유자를 표시한다. 행위자중심(자동사태)이 아닐 경우, ‘속격’ 접어가 동사 앞에 붙어 행위자를 표시한다.
|                      |                      |                      | 단수          | 단수        | 단수          | 복수          | 복수            | 복수            | 복수          |
| 1인칭                | 2인칭                | 3인칭                | 포함1인칭     | 배제1인칭   | 2인칭         | 3인칭         |                 |                 |               |
| -------------------- | -------------------- | -------------------- | ------------- | ----------- | ------------- | ------------- | --------------- | --------------- | ------------- |
| 주격 (주어의 소유자) | 주격 (주어의 소유자) | 주격 (주어의 소유자) | nanku         | nanu        | nantu         | nanta         | naniam          | nanəmu          | nantu         |
| 사격                 | 비주어의 소유자      | 한정                 | kanku kananku | kanu kananu | kantu kanantu | kanta kananta | kaniam kananiam | kanəmu kananəmu | kantu kanantu |
| 사격                 | 비주어의 소유자      | 비한정               | ɖaku ɖananku  | ɖanu ɖananu | ɖatu ɖanantu  | ɖata ɖananta  | ɖaniam ɖananiam | ɖanəmu ɖananəmu | ɖatu ɖanantu  |
| 사격                 | 비주어               | 비주어               | kanku         | kanu        | kantaw        | kanta         | kaniam          | kanəmu          | kantaw        |
| 중립                 | 중립                 | 중립                 | kuiku         | juju        | tajtaw        | tajta         | mimi            | mujmu           | ―             |

독립형 대명사는 음운론적으로 독립된 단어이다. 주격 및 사격 독립형 대명사는 명사구 표지와 대명사가 합쳐진 형태이다. 주격 대명사는 주어의 소유자를 표시한다.(주격 접어와 기능이 같다.) 사격 대명사는 비주어의 소유자를 표시하는 것이 있고, 비주어 논항을 표시하는 것이 있다. 중립 대명사는 주제어, 계사 구문, 또는 질문에 대한 대답 등으로 쓰인다.

#### 지시대명사
|      |      | 근칭             | 중칭             | 원칭     |
| ---- | ---- | ---------------- | ---------------- | -------- |
| 주격 | 단수 | iɖi, iɖini       | iɖu, iɖunu       | iɖiju    |
| 주격 | 복수 | naɖi, naɖini     | naɖu, naɖunu     | naɖiju   |
| 사격 | 단수 | kanɖi, kanɖini   | kanɖu, kanɖunu   | kanɖiju  |
| 사격 | 복수 | kanaɖi, kanaɖini | kanaɖu, kanaɖunu | kanaɖiju |

지시대명사는 단독으로도 쓰일 수 있고 명사구의 일부로도 쓰일 수 있다. 지시대명사가 사람을 가리키는 경우에는 단수와 복수를 구별하지만, 사람이 아닌 것을 가리키는 경우에는 구분 없이 단수 지시대명사가 쓰인다. (가끔 여기에서 벗어나는 예외도 있다.) 근칭 < 중칭 < 원칭 순으로 화자로부터의 먼 거리를 나타낸다. 지시대명사는 짧은 형태와 긴 형태가 있는데, 단독으로 쓰일 때에는 긴 형태가, 그렇지 않을 때에는 짧은 형태가 사용되는 경향이 있다.

#### 명사구의 구조
명사구는 다음과 같은 구조를 지닌다. 이때 ‘명사표지’란 위에서 말한 명사구 표지 또는 소유자 인칭대명사를 가리킨다.
- 지시대명사
- 명사표지 + 명사 (+ 사격명사구/장소명사구)
- 명사표지 + 수사 (+ 사격명사구/장소명사구)
- 명사표지 + 자동사구

명사 뒤에는 사격 명사구가 와서 소유자를 나타낼 수 있다. 이때 사격 명사구란 사격 표지로 시작하는 명사구, 또는 사격 지시대명사이다. 또한, 동사 파생 명사 뒤에는 사격 명사구가 와서 행위자 또는 피행위자를 나타낼 수 있다.
| ɖa            | saʔaɖ  | ɖa     | kawi |
| ID.OBL        | branch | ID.OBL | tree |
| 나무의 가지들 |        |        |      |
또는 명사 뒤에 장소 명사구가 와서 위치를 표시할 수 있다. 이때 장소 명사구란 장소명사 표지로 시작하는 명사구, 또는 공간직시어이다.
| kaniam                                        | ʈau    | i   | rumaʔ |
| DEF.OBL/1P.PSR                                | person | LOC | house |
| 우리 가족 (직역하면, ‘집에 있는 우리 사람들’) |        |     |       |
자동사구는 자동사 또는 자동사태(행위자중심태) 동사가 이루는 동사구를 가리킨다. 일반적으로 이것은 전체 명사구 안의 수식어, 즉 관계절의 기능을 한다. 이때 자동사구는 앞에는 부정어 aɖi가 올 수 있고, 여러 자동사가 이어진 연속동사구문이 될 수도 있다. 또 동사의 사격 논항을 포함할 수도 있다.
| na               | ʈau    | na     | ma-ra-rəŋaj |
| DF.NOM           | person | DF.NOM | ITR-RED-say |
| 말하고 있는 사람 |        |        |             |
| iɖi                        | {na    | aɖi | kibəraj | ɖa     | bini} |
| this.NOM                   | DF.NOM | NEG | get     | ID.OBL | seed  |
| 씨앗을 얻지 못한 이 [사람] |        |     |         |        |       |
이런 명사구 여럿이 동격으로 연결되어 하나의 큰 명사구를 이룰 수 있다. 이때 큰 명사구 안의 작은 명사구들은 격이 일치해야 한다. 작은 명사구 사이의 어순은 자유롭지만, 다만 그 중 지시대명사가 있다면 맨 앞에 와야 한다. 원칙적으로 큰 명사구 안에 들어갈 수 있는 작은 명사구의 수에는 제한이 없지만, 실제 발화에서는 최대 3개까지만 관찰된다.
| ɖa                       | ɖuma  | ɖa     | suan | ɖa     | sajgu | mə-ɭiluʔ |
| ID.OBL                   | other | ID.OBL | dog  | ID.OBL | can   | ITR-hunt |
| 사냥할 수 있는 다른 개들 |       |        |      |        |       |          |
일반적으로는 위의 예문과 같이 작은 명사구들의 격이 일치해야 하지만, 두 번째 명사구부터는 사격의 kana가 와야 할 자리에 주격의 na가 오기도 한다. (이는 역시 사격으로 표시되는 소유자와 혼동되는 일을 피하기 위해서일 수도 있다.) 이러한 현상은 일반명사구 앞에 지시대명사와 수사가 올 때 특히 잘 나타난다.
| kanɖu        | na     | mia-ɖua | na     | maɭu-wadi     |
| those.OBL    | DF.NOM | PRS-two | DF.NOM | RECIP-sibling |
| 저 두 형제들 |        |         |        |               |
지금까지의 예문에서 보듯, 푸유마어 관계절은 피수식 명사의 앞이나 뒤에 올 수 있다. 또한 관계화된 성분이 관계절 내부에 등장하지 않는 공백 전략(gap strategy)이 쓰인다. 관계화된 성분이 관계절의 행위자이면, 관계절의 동사는 정형(finite)이 되고, 그렇지 않다면 관계절의 동사는 접미사 -an이 붙어 명사화된다. 관계화된 성분을 제외한, 명사화된 동사의 나머지 논항은 소유자 대명사로 표시되며(이것이 ‘명사표지’의 역할을 한다) 가끔은 사격 명사구로도 함께 나타난다.
| saɖu                   | {tu=ʈ⟨in⟩əkəɭ-an} | na     | asi  |
| many                   | {{{1}}}drink-NMZ  | DF.NOM | milk |
| 그가 마신 우유는 많다. |                   |        |      |
위 예문에서 관계화된 성분은 ‘우유’이다. 이 성분은 관계절의 행위자가 아니므로 관계절의 동사는 명사화되었다. 관계절의 동사 ‘마시다’의 또다른 논항인 ‘그’는 명사화된 동사 앞에 붙은 3인칭 주격 소유대명사 접어 tu=로 표시되었다.
지금까지 관계절에 대한 설명은 제한적(restrictive) 관계절에 대한 것이었다. 푸유마어에는 계속적(non-restrictive) 관계절도 존재하는데, 제한적 관계절과 다른 특징은 다음과 같다.
- 반드시 피수식어 뒤에 와야 하며, 피수식어와 계속적 관계절 사이에는 휴지가 온다.
- 사격이라고 해도 반드시 kana가 아닌 na로 시작해야 한다.
- 피수식어는 거의 반드시 독립형 인칭대명사이거나, 사람을 가리키는 지시대명사이다.

#### 소유 표현
소유자는 소유자 대명사, 사격 명사구, 또는 둘 모두로 표현된다.
| tu=tijal    | kana   | unan  |
| 3.PSR=belly | DF.OBL | snake |
| 뱀의 배     |        |       |
Tsuchida (1995)에 따르면 푸유마어의 타말라카우 방언에는 일부 친족어휘와 신체부위 명사 뒤에 붙는 양도불능 소유 접미사가 존재한다. 그렇다면 푸유마어는 타이완 제어 중 유일하게 양도가능 소유와 양도불능 소유를 구분하는 언어가 된다. 그러나 난왕 방언에는 이에 대응하는 계열이 불완전하게만 존재한다.

### 기타 품사
시간명사는 명사 표지와 함께 쓰이지 않지만, 명사절의 주어와 동사 palu의 논항이 될 수 있다. 다른 명사들과 달리, 시간명사는 전치사의 도움 없이 부가어로 쓰일 수 있다. 시간명사는 다음 5개가 전부다.
- aɖu/aɖunu ‘그때’
- andaman ‘내일; 며칠 뒤’
- adaman ‘어제; 며칠 전’
- garəm ‘지금; 오늘’
- garəmaj ‘나중’

공간직시어(spatial deictic)는 근칭 kaɖi/kaɖini ‘여기’, 중칭 kaɖu/kaɖunu ‘저기’, 원칭 kaɖiju ‘저기 멀리’가 있다. 단독으로 또는 후행 장소명사구와 함께 쓰인다.
시간직시어(temporal deictic)는 aɖu/aɖunu와 kaɖu/kaɖunu가 있으며 과거의 어느 시점을 가리킨다.
직시동사(verbal deictic)는 공간직시어로부터 파생된 형태이다. kaɖu는 ‘거기 있다’를 뜻한다. k⟨əm⟩aɖi/k⟨əm⟩aɖini, k⟨əm⟩aɖu/k⟨əm⟩aɖunu는 서술어로는 잘 쓰이지 않고 주로 ‘…의 일종인’이라는 뜻의 수식어로 쓰인다. 또한 속성을 나타내는 말과 함께 쓰여 ‘이만큼/저만큼’과 같이 정도를 나타내거나, ‘이렇다/저렇다’, ‘이렇게/저렇게’와 같이 두 사건을 연결하기도 한다.
부사는 daw ‘왜’, ala ‘어쩌면’, əla ‘성급하게’의 3가지가 있다. 동사와 달리 부사는 굴절하지 않는다. 푸유마어는 부사적 의미를 대부분 동사로 나타내기 때문에 많은 수의 부사가 필요하지 않다.
주제표지 i, mu는 주제화된 성분 뒤에 와서 주제임을 표시한다. 주제표지 다음에는 반드시 휴지가 온다.
접속사는 서로 같은 종류의 성분을 묶는 역할을 한다. 접속사는 다음 5가지가 있다.
- aw ‘그리고, 그 다음에’
- kan/an/anə ‘…하다면’
- amuna ‘그러나’
- ɖijama ‘그래서’
- laba ‘…하도록’

감탄사는 다음이 있으며 항상 상승조로 발음된다.
- ta! (화자가 이전 문장이 나타내는 사실을 알지 못했음을 나타냄)
- iwua! (화자의 놀람을 나타냄)
- i! (화자의 의심을 나타냄)
- ah! (화자의 갑작스러운 깨달음을 나타냄)

### 다른 품사로의 파생
푸유마어에서는 어근, 어간, 단어 수준에서 품사를 따질 수 있다. 가장 중요한 구분은 유일하게 열린 부류인 명사와 동사의 구분이다.
명사 어간에서 동사를 파생시키는 접사는 다음이 있다(자동태형을 나타냄).
| 접사                                      | 예시                            |
| ----------------------------------------- | ------------------------------- |
| ki- “얻다”                                | ki-ʔapuʈ “꽃을 꺾다”            |
| kur- “노출되다, 함께하다”                 | kur-kadaw “햇빛을 쬐다”         |
| mi- “갖다, 입다”                          | mi-kataguin “배우자를 갖다”     |
| m-utu- “되다”                             | mutu-ɖənan “산이 되다”          |
| ma-tara- “갖고 다니다, 지니다” “경작하다” | ma-tara-kamuʈ “칼을 지니다”     |
| m-u- “가다”                               | m-u-ami “북쪽으로 가다”         |
| m-uri- “~와 섞이다”                       | m-uri-ʔudal-an “빗속에 있다”    |
| pa- “갖게 하다”                           | pa-susu “젖먹이다”              |
| pia- “향하다”                             | pia-ɭaudr “동쪽을 향하다”       |
| para- “좋아하다”                          | para-abaj “떡을 좋아하다”       |
| t⟨əm⟩ara- “언어를 말하다”                 | t⟨əm⟩ara-balaka “외국어를 하다” |
| t⟨əm⟩ua- “만들다”                         | t⟨əm⟩ua-abaj “떡을 만들다”      |
| tinu- “흉내내다”                          | tinu-jawan “추장을 흉내내다”    |

접요사 ⟨in⟩과 그 이형태인 접두사 ni-는 여러 타이완 제어에서 완망상을 나타낸다. 이는 푸유마어에서도 마찬가지이지만, 푸유마어에서 ⟨in⟩이 붙은 단어는 명사가 된다는 점이 특이하다. 이는 ⟨in⟩이 붙은 단어는 동사와 달리 주어 접어 대명사를 붙일 수 없고, 명사와 비슷하게 독립형 소유대명사 뒤에 올 수 있다는 데서 알 수 있다.
동사에서 명사를 파생시키는 과정은 크게 어휘적 명사화와 동명사적(gerundive) 명사화가 있다. 어휘적 명사화는 동사가 나타내는 행위 또는 상태, 또는 그 행위자, 피행위자, 장소, 도구, 시간 따위를 뜻하는 명사를 만든다. 이때 명사화 접미사 -an이 많이 쓰이고, 그 대신 또는 그와 함께 접요사 ⟨a⟩ 삽입이나 어간 중첩 따위의 수단도 쓰인다.
| 동사 어간                | 파생 명사                                                                           | 비고                                             |
| ------------------------ | ----------------------------------------------------------------------------------- | ------------------------------------------------ |
| karun “일하다”           | ki⟨a⟩karun-an “일”                                                                  | 명령형 ki-karun                                  |
| buɭaj “아름답다”         | buɭa-buɭaj-an “젊은 여자”                                                           | CVCV- + -an                                      |
| əkan “먹다”              | akan-an “음식” ni-əkan(-an) “먹은 음식” a-akan-an “먹을 음식”                       | 무표상 완망상 ni- 비현실법 Ca-                   |
| sənaj “노래하다”         | s⟨in⟩ənaj-an “불린 노래” sa-sənaj-an “불릴 노래” s⟨in⟩a-sa-sənaj “종종 불리는 노래” | 완망상 ⟨in⟩ 비현실법 Ca- 빈번상 Ca- + ⟨in⟩ + Ca- |
| tiɭuʔ “묶다”             | ta-tiɭuʔ “줄”                                                                       | Ca-                                              |
| dirus “씻다, 물놀이하다” | da-dirus-an “욕실” diru-dirus-an “수영장”                                           | Ca- + -an CVCV- + -an                            |
| bərək “떠나다”           | ba-bərək-an “떠날 때” b⟨in⟩ərək-an “떠난 때”                                        | 비현실법 Ca- 완망상 ⟨in⟩                         |

동사의 어휘적·동명사적 명사화에서는 다음과 같은 상·서법 표지가 쓰인다.
| 현실법 | 현실법 | 현실법   | 현실법 | 현실법      | 비현실법 |
| 무표   | 완망상 | 미완망상 | 반복상 | 빈번상      | 비현실법 |
| ------ | ------ | -------- | ------ | ----------- | -------- |
| Ø      | ⟨in⟩   | Ca-⟨in⟩  | CVCV-  | Ca-⟨in⟩-Ca- | Ca-      |

동명사는 어간에 -an을 붙이고 수의적으로 위의 상·서법 표지를 붙여 만든다. 단, ⟨in⟩이 쓰이면 -an은 붙지 않아도 된다. 동명사는 어떠한 사태를 나타내는 명사로서, 동사에서 어휘적으로 파생된 명사와 달리 사격으로 표시된 논항을 지닐 수 있고, 동사 부정어인 aɖi와 함께 나타나고, 뒤따르는 자동사와 함께 연속동사구문을 이룰 수 있다는 점에서 어휘적 명사와 구별된다. 동명사절은 주로 명사를 수식하는 관계절이나 동사의 보충어로 쓰인다. 동명사절이 관계절로 쓰이는 경우, 피수식 명사는 그 절의 피행위자여야 한다. (피수식 명사가 행위자인 경우 관계절은 정형절(finite clause)을 사용한다.)
| wa-aɭak                                    | ɖa     | paʈuŋʈuŋan | ɖa     | aɖi=ɖija | b⟨in⟩arəkəp-an     | ɖa     | kuɭiʈ |
| go-take                                    | ID.OBL | drum       | ID.OBL | NEG=IMPF | ⟨PERF⟩assemble-NMZ | ID.OBL | skin  |
| “가서 가죽으로 만들지 않은 북을 가져와라.” |        |            |        |          |                    |        |       |
위 예문에서 동명사절은 “만들다”의 피행위자 “북”을 수식하는 관계절이고, 동사 부정어 aɖi와 함께 쓰였다.
| tu=pasisi-aj                            | kan    | pilaj | ɖa     | ʈa-ʈuak-an   | ɖa     | suan |
| 3.GEN=force-TR2                         | SG.OBL | Pilay | ID.OBL | RED-kill-NMZ | ID.OBL | dog  |
| “필라이는 그가 개를 죽이도록 강제했다.” |        |       |        |              |        |      |
위 예문에서 동명사절은 동사 “강제하다”의 보충어로 쓰였으며, 논항 “개”를 지녔다.

### 논항구조의 변화
푸유마어에는 중심태 외에도 동사의 논항구조를 변화시키는 사동화, 상호화, 재귀화, 역사동화, 수동화의 과정이 있다.
사동화
사동화는 사동주라는 새로운 논항을 추가하며, 형태론적 사동화와 우언적 사동화가 존재한다. 형태론적 사동화는 동사 어간에 접두사 pa-/p-/pu-를 붙인다. 사동사뿐만 아니라 명사에도 같은 접사가 붙을 수 있다. p-는 /a/로 시작하는 어간에 붙고 그 외에는 pa-가 붙는다. pu-가 나타나는 경우는 적으며 그 조건은 불분명하다. 대체로 사동형은 명령형 어간에 pa-가 붙은 형태이며, 명령형에 ka-가 붙었는지의 여부에 따라 (자동사 굴절부류 4와 5 참조) 다음의 유형으로 구분할 수 있다.
| 어간            | 명령형   | 사동형                                              | 유형                             |
| --------------- | -------- | --------------------------------------------------- | -------------------------------- |
| ʔawʔaw “부르다” | ʔawʔaw   | pa-ʔawʔaw “부르게 하다”                             | 명령형에 ka-가 붙지 않는 동사    |
| kəsər “강하다”  | ka-kəsər | pa-ka-kəsər “강하게 하다”                           | 명령형에 ka-가 붙는 동사         |
| risan “똑같다”  | ka-risan | pa-risan “같게 하다”                                | 사동형과 명령형이 같지 않은 동사 |
| tia “꿈꾸다”    | ka-tia   | pa-tia “꿈을 통해 전언하다” pa-ka-tia “꿈꾸게 하다” | 두 가지 사동형이 있는 동사       |

이렇게 만들어진 사동사는 타동사로서 타동사태 1~3 접사를 취할 수 있지만, 자동사태에서는 접사 ⟨əm⟩을 취하지 않는다. 일반적으로 사동사는 타동사태 1~3으로 쓰여, 사동주는 속격, 행위자는 주격, 피행위자는 사격을 받는다. 행위자가 비한정일 경우 자동사태가 쓰여 사동주가 주격, 행위자가 사격을 받을 수 있다. 그러나 반드시 자동사태가 쓰여야 하는 것은 아니고, 타동사태가 쓰일 수도 있다.
| tu=p-inaʈaj-aw                | iɖu      | na     | baŋsaran  |
| 3.GEN=CAUS-die-TR1            | that.NOM | DF.NOM | young.man |
| “그가 저 젊은 남자를 죽였다.” |          |        |           |
| tu=pa-ʈekeʈ-aj                                               | ɖa     | kadepuʔ |
| 3.GEN=CAUS-stick-TR2                                         | ID.OBL | paper   |
| “그가 그것에 종이를 붙였다.” (그가 그것을 종이에 붙게 했다.) |        |         |
| ta=pa-laʔuɖ-anaj           | i   | kali  |
| 3.GEN=CAUS-TR3             | LOC | river |
| “그가 그것을 강에 띄웠다.” |     |       |
위의 예문에서 보듯 타동사태 1~3 중 어느 것이 선택되느냐는 피행위자가 영향받는 정도와 관련있는 것으로 생각된다.
우언적 사동화는 연속동사구문의 일종인데, 수의적으로 형태론적 사동화에서처럼 동사에 pa-가 붙을 수 있다.
상호화
상호화는 참여자들이 서로에게 하는 행위를 나타낸다. 상태동사는 mar(ə)-, 동작동사는 maCa-가 붙어 상호화된다. 이 접두사는 상호화뿐만 아니라 동작의 반복, 또는 여러 참여자가 함께하는 동작 등을 나타내기도 한다. 이 같은 기능들은 “복수의 동작”이라는 개념으로 일반화할 수 있다. 동작동사가 나타내는 상호적 사태가 여러 동등한 동작들로 이루어진 경우 maCVCV-가 대신 붙을 수 있다.
| ma-sa-saɭaw             |
| PR-CA-pass              |
| “그들이 서로 지나쳤다.” |
| ma-saɭa-saɭaw             |
| PR-CVCV-pass              |
| “그들이 서로 쫓아다녔다.” |
사태의 참여자는 주어로 한 번만 나타난다. 상호화된 동사는 거의 항상 자동사태로 나타나지만, 타동사태로 나타나기도 한다.
같은 접사가 친족어휘나 사람 사이의 관계를 나타내는 명사에 붙어 상호적 관계를 나타내는 동사를 만들기도 한다. 예를 들어 taina “(너의) 어머니”에서 mar-taina “서로 어머니와 딸이다”가 파생되고, ʔaɭi “남자 친구”에서 marə-ʔaɭi “(남자들이) 서로 친구이다”가 파생된다.
재귀화
재귀화는 스스로에게 하는 행위를 나타낸다. 푸유마어에서는 재귀적 동작을 ɖaɖək “몸” 또는 행위자에 호응하는 중립 대명사를 사용해 나타낸다.
역사동화
역사동문에서는 피행위자가 주어이고, 행위자(또는 사동주)는 사격으로 표시된다. 이 점에서 역사동문은 타동사태 구문과 비슷하다. 타동사태 구문과 달리 역사동문에서는 대체로 사태에서 행동주의 의지가 결여되어 있다. 역사동화는 동사에 mu-로 표시된다.
| mu-puar                      | na     | suan | ɖa     | paləʈuʈukan |
| ACAUS-escape                 | DF.NOM | dog  | ID.OBL | firecracker |
| “개가 폭죽에 놀라 도망갔다.” |        |      |        |             |
수동화
ki-가 동사에 붙어 수동화를 나타낸다. 같은 접사가 명사에 붙어 “~를 얻다”라는 뜻의 동사를 파생시키기도 한다. 명사에 붙는 ki-는 오스트로네시아조어 수준에서 재구되는 반면, 동사에 붙는 ki-는 푸유마어, 루카이어, 파이완어에만 나타나므로 이 언어들에서만 일어난 문법화의 결과로 생각된다. ki-가 명사에 붙어 만들어진 동사는 직설법 자동사태 어간의 모양에 따라 세 종류로 나눌 수 있다.
| 유형 | 명사 어간      | 동사 어간                | 직설법 자동사태 어간 | 설명                                                     |
| ---- | -------------- | ------------------------ | -------------------- | -------------------------------------------------------- |
| 1    | ʔapuʈ “꽃”     | ki-ʔapuʈ “꽃을 꺾다”     | ki-ʔapuʈ             | 자동사 7부류                                             |
| 2    | ʈaŋuruʔ “머리” | ki-ʈaŋuruʔ “머리를 베다” | ki-ʈaŋuruʔ           | 타동사태로도 쓰임. 직설법 자동사태에서 ⟨əm⟩이 붙지 않음. |
| 3    | aŋər “생각”    | ki-aŋər “생각하다”       | k⟨əm⟩i-aŋər          | 타동사태로도 쓰임. 직설법 자동사태에서 ⟨əm⟩이 붙음.      |

ki-가 붙어 수동화된 동사는 자동사(7부류)로만 쓰인다. 수동화된 동사의 주어는 피행위자(또는 그 소유자)이고, 행위자는 사격으로 나타난다. 수동문과 타동문·역사동문의 차이점은 수동문의 피행위자(주어)가 대체로 유정물이며 자신의 의지에 따라 사태에 참여한다는 점이다.
| m-uka=ku                   | ki-pəspəs-a     |
| ITR-go=1S.NOM              | PASS-massage-PJ |
| “나는 안마를 받으러 갔다.” |                 |
ki-가 ‘주는 행위’를 나타내는 동사에 붙으면 행위의 방향이 바뀐다. 예를 들어 bəraj “주다”는 ki-bəraj “받다”가 되고, pabuɭas “빌려주다”는 ki-pabuɭas “빌리다”가 된다.

### 부정문
명사절의 부정에는 부정어 aməli가 쓰인다.
| aməli                      | a      | ʈau    | a      | inaba |
| NEG                        | ID.NOM | person | ID.NOM | good  |
| “그는 좋은 사람이 아니다.” |        |        |        |       |
동사절의 부정에는 부정어 aɖi가 쓰인다. 부정 자동사절에서는 aɖi가 동사 앞에 오고, 주격 대명사 전접어가 나타난다면 동사가 아닌 aɖi 뒤에 붙는다. 그러나 부정 타동사절에서는 긍정문과 마찬가지로 동사 뒤에 붙는다.
| aɖi=ku                   | iŋdan  | ɖa     | suan |
| NEG=1SG.NOM              | afraid | ID.OBL | dog  |
| “나는 개가 무섭지 않다.” |        |        |      |
부정문의 동사는 긍정문의 동사와 다르게 굴절한다.
|                  |                  | 행위자중심 | 피행위자중심 | 장소중심 | 전달중심 |
| ---------------- | ---------------- | ---------- | ------------ | -------- | -------- |
| 직설법           | 현실 (무표태)    | M-V        | V-i          | V-i      | V-an     |
| 직설법           | 비현실           | Ca-V       | Ca-V-i       | Ca-V-i   | Ca-V-an  |
| 비직설법(명령법) | 비직설법(명령법) | Ca-V       | Ca-V-i       | Ca-V-i   | Ca-V-an  |
현실법 행위자중심태나 비현실법에서는 긍정형과 같지만 그 밖에는 다름을 알 수 있다.
| aɖi                        | pa-pilaŋ-i    | m-u-rumaʔ    |
| NEG                        | RED-bring-TR2 | ITR-go-house |
| “그를 집에 데려오지 마라.” |               |              |

### 명령문과 의문문
명령과 요청에는 주로 명령법 동사가 쓰인다. 긍정 명령문은 대체로 사회적 지위가 높은 사람이 낮은 사람에게 사용하지만, 부정 명령문에는 이러한 제약이 없다. 지위가 낮은 사람이 높은 사람에게 요청할 때에는 평서법을 사용하는 경우가 많다. 이러한 평서문의 경우 미완망상 접어 =ɖija를 사용해 정중함을 더하기도 한다. 명령법에서 주어가 생략되는 것과 달리 평서법으로 요청할 때는 주어가 생략되지 않는다. 또, 무언가를 하는 방법을 지시할 때에는 평서법과 포함1인칭 대명사 ta= / =ta를 사용하기도 한다.
판정의문문은 크게 중립적 판정의문문과 부가의문문으로 나눌 수 있다. 중립적 판정의문문의 구조는 평서문과 똑같고 억양만 다르다. 중립적 판정의문문의 마지막 단어의 강세는 마지막 음절에서 그 앞의 음절로 이동하고, 이에 따라 상승-하강 억양이 생긴다.
| kaɖu=ju             | i   | rumaʔ | ma-ɭinaj?  |
| live=2S.NOM         | LOC | house | ITR-play ? |
| “너 집에서 놀았니?” |     |       |            |
부가의문문은 평서문 끝에 계사 amau를 붙여 만들며, 화자가 사실로 짐작하고 있지만 확신하지 못하는 내용에 대해 청자의 확인을 구하는 기능이다. 부가의문문은 상승 억양으로 끝난다. 발화 중간에 확인을 구할 때는 불변화사 maku를 쓰기도 한다.
긍정 의문문에 대한 대답은 기본적으로 aiwa “예”, aɖi “아니오”로 하고, 의문문에 쓰인 동사를 되풀이하기도 한다. 부정 의문문에 대한 대답은 aiwa와 aɖi가 모두 가능하고, 반드시 동사를 되풀이해야 한다. 아래 예문에서 A1과 A2 모두 가능한 대답이다.
| Q:  | aɖi=ju           | a-uka?        |
|     | NEG=2S.NOM       | RED-go ?      |
|     | “너 안 가니?”    |               |
| A1: | aiwa,            | a-uka=ku      |
|     | yes,             | RED-go=1S.NOM |
| A2: | aɖi,             | a-uka=ku      |
|     | NEG              | RED-go=1S.NOM |
|     | “아니, 나 갈게.” |               |
다만 A2가 중국어의 영향이고 본래 푸유마어에서는 A1처럼만 말했을 가능성도 있다.
내용의문문은 의문대형식과 문장 끝의 상승-하강 억양으로 특징지어진다. 의문대명사 manaj “누구, 무엇”은 일반명사를 가리키느냐 인간명사를 가리키느냐에 따라 그에 대응하는 명사표지를 받는다. 동사문의 주어가 되거나 명사문의 술어가 될 수 있으며, 이때 의문문의 어순은 평서문과 동일하다(술어가 문장 맨 앞에 온다). isuwa는 “어느 것”이라는 뜻의 의문대명사로도 쓰이는데 이때는 명사표지를 받아야 한다. isuwa는 “어디”라는 뜻도 있는데 이때는 명사표지를 받지 않는다. asuwa “언제”는 반드시 종속접속사 an “~할 때”를 뒤따른다. 의문부사는 daw “왜”가 있으며, 이는 굴절하지 않고 대명사 접어가 붙지 않는다는 점에서 동사와 구별된다. 마지막으로, 의문동사는 kuda “어떻게, 얼만큼, 어느”와 muama “왜”가 있다. 이들은 동사처럼 굴절하며 대명사 접어가 붙을 수 있다는 점에서 동사로 볼 수 있다. 또한, 의문동사 뒤에 오는 동사는 의문동사와 연속동사구문을 이루기 때문에 자동사(태)여야만 한다는 제약이 있다.
| ka-kuda=ku=la                        | an | kəmaɖu |
| RED-how=1S.NOM=PERF                  | if | such   |
| “그런 일이 생기면 나는 어떻게 하지?” |    |        |
푸유마어에는 명령문 말고도 권유문이 있다. 권유법은 함께 어떤 행위를 하자는 제안이나 어떤 행위를 하고 싶은 강한 바람을 나타낸다. 권유문은 동사에 붙는 접미사 -a 또는 포함1인칭 대명사 ta= / =ta, 또는 둘 모두로 나타낸다.
| ʈ⟨əm⟩əkəɭ-a=ta             |
| ⟨ITR⟩drink-PRJ=1PL.INC.NOM |
| “마시자!”                  |

### 연속동사구문
연속동사구문(serial verb construction)은 하나의 절에서 둘 이상의 동사가 연달아 나타나는 구문을 가리킨다. Teng (2008)에 따르면 푸유마어 연속동사구문은 다음과 같은 특징을 갖는다.
- 동사와 동사의 등위접속·종속접속·통사적 의존 관계를 나타내는 표지가 없다.
- 동사들은 하나 이상의 논항을 공유한다.
- 동사들은 시제, 상, 서법, 극성을 공유한다.
- 각각의 동사는 어휘적 동사로서 자립할 수 있다.
- 두 번째와 그 이후의 동사는 모두 자동사(태)이다. 따라서 공유되는 논항은 두 번째 동사의 행위자/주어이다.

푸유마어 말뭉치에는 최대 4개의 동사로 이루어진 연속동사구문이 나타난다. 이어지는 설명에서는 연속동사구문의 첫 번째 동사를 V1, V2로 구분한다. 3개 이상의 동사로 이루어진 연속동사구문의 경우, V2 자리에 또다른 연속동사구문이 들어간 것으로 이해할 수 있다.
V1과 V2가 공유하는 논항의 성격에 따라 푸유마어 연속동사구문을 4가지 유형으로 구분할 수 있다.
| 유형        | V1에서의 의미역/격 | V2에서의 의미역/격 |
| ----------- | ------------------ | ------------------ |
| 동일 주어 1 | 행위자/주격        | 행위자/주격        |
| 동일 주어 2 | “피행위자”/주격    | 행위자/주격        |
| 주어 교체   | 행위자/속격        | 행위자/주격        |
| 동반        | 행위자와 피행위자  | 행위자/주격        |

공유되는 논항은 대명사 접어 또는 일반명사구로 나타날 수 있다. 대명사 접어로 나타나는 경우는 V1에만 붙을 수 있다. 그렇지 않다면 연속동사구문이 아니라 다른 구문의 예가 된다. 일반명사구로 나타나는 경우, 그 위치는 논항의 성격에 따라 달라진다. “동일 주어”나 “동반” 구문에서 공유되는 논항은 V1이나 V2 뒤에 나올 수 있지만, “주어 교체” 구문에서는 반드시 V1 뒤에 나타나야 한다. 또한 V1과 V2 사이에 공유되지 않는 논항은 이런 식으로 자리를 바꿀 수 없다.
동사 굴절의 측면에서 V1에는 특별히 제약이 없지만, V2는 타동사태 또는 비현실법·명령법 또는 부정 굴절을 할 수 없다. 그러나 현실법 지속상·반복상 굴절은 가능하다. 연속동사구문에 상 접어가 붙는 경우 대체로 V1에 붙지만 V2에 붙는 경우도 있다. V1이 “오다/가다”인 경우 V2는 -a 접미사를 받는다. 부정어 aɖi는 V2 앞에는 오지 못한다.
| tu=ʈa-ʈual-aj                           | mə-naʔu | i   | sabak  |
| 3.GEN=RED-open-TR2                      | ITR-see | LOC | inside |
| “그들은 안을 들여다보려고 그것을 연다.” |         |     |        |
연속동사구문은 다음과 같이 다양한 기능을 갖는다.
서법
V1은 V2가 나타내는 행위를 할 의도, 시도, 능력 등의 서법적 의미를 갖는다.
국면
V1은 V2가 나타내는 행위의 시작이나 종료를 나타낸다.
수식
V1은 V2가 나타내는 행위를 수식한다. (그 반대의 경우도 있다.) 다른 언어에서 흔히 부사로 표현되는 의미들은 타이완 제어에서 동사로 표현되는 경우가 많다. 푸유마어에 부사라 부를 만한 단어가 거의 없는 이유이다.
방향
V2는 동작의 방향을 나타낸다.
목적
V2는 목적을 나타내고, V1은 그것을 위한 방향, 자세, 도구 따위를 나타낸다.
동시적 행동
V1과 V2는 동시에 일어나 하나의 사건을 이루는 동작을 나타낸다. 위의 유형들과는 달리 V1과 V2가 될 수 있는 동사의 종류에 제한이 없다.
사동
V1은 V2가 나타내는 행위를 유발하는 행위를 나타낸다.
보문
몇몇 정신상태를 나타내는 동사(V1)는 보문절의 동사(V2)와 주어가 겹치는 경우 보문절 대신 연속동사구문으로 쓰일 수 있다.

### 보문절
보문절은 주절 동사의 논항이 되는 종속절을 가리킨다. 다른 많은 언어와 달리 푸유마어의 종속절은 동사의 핵심 논항이 아니라 주변 논항으로 표시된다. 푸유마어 보문절은 보문소 ɖa가 이끄는데 이는 비한정 사격 명사표지와 형태가 같다(다른 타이완 제어인 파이완어, 마이리나흐 아타얄어, 라부안 루카이어, 크바란어에서도 마찬가지다). 보문절의 동사는 주절과 무관하게 상과 태를 자유롭게 선택할 수 있다.
보문절의 주격 행위자가 주절의 논항 중 하나와 같은 경우, 수의적으로 삭제될 수 있다. (일반 명사구는 언제나 생략 가능하므로, 접어 대명사에 관해 말하는 것이다.)
| tu=suɭud-anaj=ta                             | [ ɖa | kurənaŋ=la  | ɖa     | ʈau    | ma-ʈina ] |
| 3.GEN=push-TR3=1P.NOM                        | COMP | follow=PERF | ID.OBL | person | ITR-big   |
| “그들은 우리가 남들과 함께 자라라고 밀었다.” |      |             |        |        |           |
위 예문에서 보문절의 주격 행위자 =ta는 주절의 주어 =ta와 겹치기 때문에 삭제되었다. (이렇게 주어가 삭제된 보문절이 독립된 문장이었다면 “그는/그들은 남들을 쫓아 자랐다.”로 해석될 것이다.)
보문절의 특정 논항은 주절의 사격어로 상승할 수 있다. 다음 예문과 같이 보문절의 주어는 상승이 가능하다.
| ma-laɖam=ku                                | kan    | pilaji | [ ɖa | m-əkan  | ɖa     | kuraw | ØiNOM ] |
| ITR-know=1S.NOM                            | SG.OBL | Pilay  | COMP | ITR-eat | ID.OBL | fish  |         |
| “나는 필라이가 생선을 먹는다는 것을 안다.” |        |        |      |         |        |       |         |
보문절의 사격 논항은 그것이 행위자이고 공지시하는 대명사 접어가 있는 경우에만 상승이 가능하다.
| ma-laɖam=ku                                 | kan    | nanalii   | [ ɖa | tui=ɭipuʈ-aw=la     | na     | kuraw | ØiOBL ] |
| ITR-know=1S.NOM                             | SG.OBL | my.mother | COMP | 3.GEN=wrap-TR1=PERF | DF.NOM | fish  |         |
| “나는 내 어머니가 물고기를 쌌다는 걸 안다.” |        |           |      |                     |        |       |         |
상승과 비슷한 현상으로 접어 상승(clitic climbing)이 있는데, 종속절의 논항인 대명사 접어가 주절에 나타나는 현상을 가리킨다. 종속절의 행위자 주어에 대해서만 가능하다.
| palu=ku                     | [ ɖa | mə-rəʈa      | Ø | i   | takəsian ] |
| until=1SG.NOM               | COMP | ITR-put.down |   | LOC | school     |
| “내가 공부를 마쳤을 때까지” |      |              |   |     |            |

### 부사절
푸유마어의 종속접속사는 an이 유일한 것으로 보인다. 자유변이형으로 kan 또는 anə가 있지만 그리 흔하지는 않다. 이 형태들은 기원적으로 한정 사격 명사표지 kan에서 유래했을 가능성이 있다. 모든 부사절이 an으로 표시되는 것은 아니고, 주제표지 i로만 표시되기도 한다. an이 이끄는 부사절은 주절 앞이나 뒤에 오고, i가 뒤따르는 부사절은 주절 앞에만 온다. 푸유마어의 부사절은 크게 시간, 인과, 조건의 의미를 나타낸다. (푸유마어에서 목적의 의미는 연속동사구문으로 나타낸다.)
| an                                                        | s⟨əm⟩a-saŋa=ta            | ɖa    | dərədəran | i,  | m-iwa-iwaj            |
| when                                                      | ⟨ITR⟩-RED-produce=1PL.NOM | spear | ID.OBL    | TOP | ITR-ITR-hunger.strike |
| “우리가 창을 만들고 있을 때 그들이 단식 투쟁을 시작했다.” |                           |       |           |     |                       |

### 등위절
푸유마어에는 등위접속사 aw “그리고”와 amuna “하지만”이 있다. 전자는 명사구 접속과 절 접속에 쓰이고 후자는 절 접속에만 쓰인다. 접속사를 쓰지 않는 등위접속 구문도 흔하다. 어느 경우에든, 접속되는 요소 각각은 별개의 억양 단위를 이룬다. 접속사도 스스로 억양 단위를 이룬다. 접속되는 요소 중 마지막 것을 제외한 것들은 상승 억양으로 발음되고, 마지막 요소와 접속사는 하강 억양으로 발음된다. 이러한 억양 경계는 단일 명사구의 수식 구문과 등위접속 구문을 구별하는 데 도움이 된다. 다음 예문을 보자.
| na                      | sa-sunan  | na     | dawa   | na     | ni-rəsijuk |
| DF.NOM                  | RED-offer | DF.NOM | millet | DF.NOM | PERF-cook  |
| “공물로 바칠 익힌 서곡” |           |        |        |        |            |
| maumau                                             | na     | pasaraʔaɖ, | na     | raəraʔ, | na     | miasama | na     | təmaramaw |
| only                                               | DF.NOM | Pasara’adr | DF.NOM | Raera   | DF.NOM | one     | DF.NOM | witch     |
| “오직 파사라아드 가족, 라어라 가족, 몇몇 마녀들만” |        |            |        |         |        |         |        |           |
위 첫 번째 예문은 휴지 없이 발음되므로 하나의 명사구임을 알 수 있고, 두 번째 예문은 쉼표 위치에 휴지가 있으므로 등위접속된 명사구들임을 알 수 있다. 등위접속사는 그 뒤의 요소와 더 강하게 연결된 것으로 보인다. 등위접속사 앞의 휴지는 필수이지만, 등위접속사 뒤의 휴지는 선택적이다. 셋 이상의 요소를 접속하는 경우, 마지막 요소 앞에만 접속사를 남기는 경우가 흔하다. aw는 등위접속사 말고도 문장이 아직 끝나지 않았음을 나타내는 채움말(filler)로도 쓰인다. 직시동사 k⟨əm⟩aɖu는 aw 앞에 와서 함께 “그리고”라는 의미로 쓰이기도 한다. 명사구를 접속하는 aw는 “그리고” 말고 “또는”을 뜻하기도 한다. 이는 맥락에서 추론해야 한다.
절을 aw로 등위접속하는 경우, 비슷한 내용을 나열하거나, 동시에 일어나는 사건을 나타내거나, 아예 같은 뜻을 나타내기도 한다. 이때는 등위절들의 순서를 바꿔도 의미가 달라지지 않는다. 그러나 순서대로 발생한 사건들을 나타내거나, 원인과 결과를 나타낼 때에는 등위절들의 순서를 바꾸면 의미가 달라진다. 등위접속된 절들이 같은 성분을 공유하는 경우, 한 절에만 남고 다른 절에서는 생략될 수 있다. 단, 명사나 동사는 생략될 수 있지만 대명사 접어는 생략될 수 없다.
| tu=pukpuk-aw=ku                               | (kan   | pilaj), | aw  | p⟨ən⟩uwar     | (i     | pilaj) |
| 3.GEN=beat-TR1=1SG.NOM                        | SG.OBL | Pilay   | and | ⟨ITR⟩run.away | SG.NOM | Pilay  |
| “(필라이가) 나를 때리고 (필라이가) 도망갔다.” |        |         |     |               |        |        |
위 예문에서 괄호로 표시한 두 성분 중 하나는 생략될 수 있다. 또 이 예문에서처럼 각 절에서 다른 격을 받는 성분이라도 생략 가능하다.

## 참고 문헌
- Cauquelin, Josiane (1991). 《Dictionnaire puyuma-français》. Paris: Ecole Française d'Extreme-Orient. ISBN 9782855395517.
- Cauquelin, Josiane (2004). 《Aborigines of Taiwan: the Puyuma - From Headhunting to the Modern World》. London: RoutledgeCurzon. ISBN 9780203498590.
- Ross, Malcolm; Teng, Stacy Fang-Ching (2005a). “Formosan Languages and Linguistic Typology”. 《Language and Linuistics》 6 (4): 739–781.
- Teng, Stacy Fang-Ching (2008). 《A reference grammar of Puyuma, an Austronesian language of Taiwan》. Pacific linguistics 595. Canberra: Pacific Linguistics, Research School of Pacific and Asian Studies, Australian National University. ISBN 9780858835870.
- Teng, Stacy Fang-Ching (2009). 《Case Syncretism in Puyuma》. Languages and Linguistics. 10(4).
- Ting, Pang-hsin (Sep 1978). “Reconstruction of Proto-Puyuma Phonology”. 《Bulletin of the Institute of History and Philology》 (Academia Sinica) 49: 321–391. OCLC 4938029239. 2014년 12월 13일에 원본 문서에서 보존된 문서. 2019년 5월 19일에 확인함.
- Tsuchida, Shigeru (1995). 〈Alienable and inalienable distinction in Puyuma〉.   Paul Jen-Kuei Li, Cheng-we Tsang, Dah-an Ho, Ying-kuei Huang, Chiu-yu Tseng. 《Austronesian studies relating to Taiwan》. Symposium Series of the Institute of History and Philology 3. Taipei: Academia Sinica. 793–804쪽.